# Гороховка (Эртильский район)
Горо́ховка — село в Эртильском районе Воронежской области России. Входит в состав Щучинского сельского поселения.

## География
Село находится в северной части Воронежской области, в лесостепной зоне, в пределах Окско-Донской равнины, на правом берегу реки Битюг, вблизи места впадения в него рек Матрёночка и Осинник, на расстоянии примерно 21 км (по прямой) к западу от города Эртиль, административного центра района. Абсолютная высота — 114 м над уровнем моря.
Часовой пояс
Село Гороховка, как и вся Воронежская область, находится в часовой зоне МСК (московское время). Смещение применяемого времени относительно UTC составляет +3:00.

## Население
| 1859 | 1897 | 2000 | 2010 |
| ---- | ---- | ---- | ---- |
| 439  | ↗699 | ↘183 | ↘122 |

Гендерный состав
По данным Всероссийской переписи населения 2010 года, в гендерной структуре населения мужчины составляли 41,8 %, женщины — соответственно 58,2 %.
Национальный состав
Согласно результатам переписи 2002 года, в национальной структуре населения русские составляли 90 %.

## Улицы
- ул. Набережная,
- ул. Нижняя,
- ул. Центральная,
- ул. Южная[8].